# BMW M4 DTM

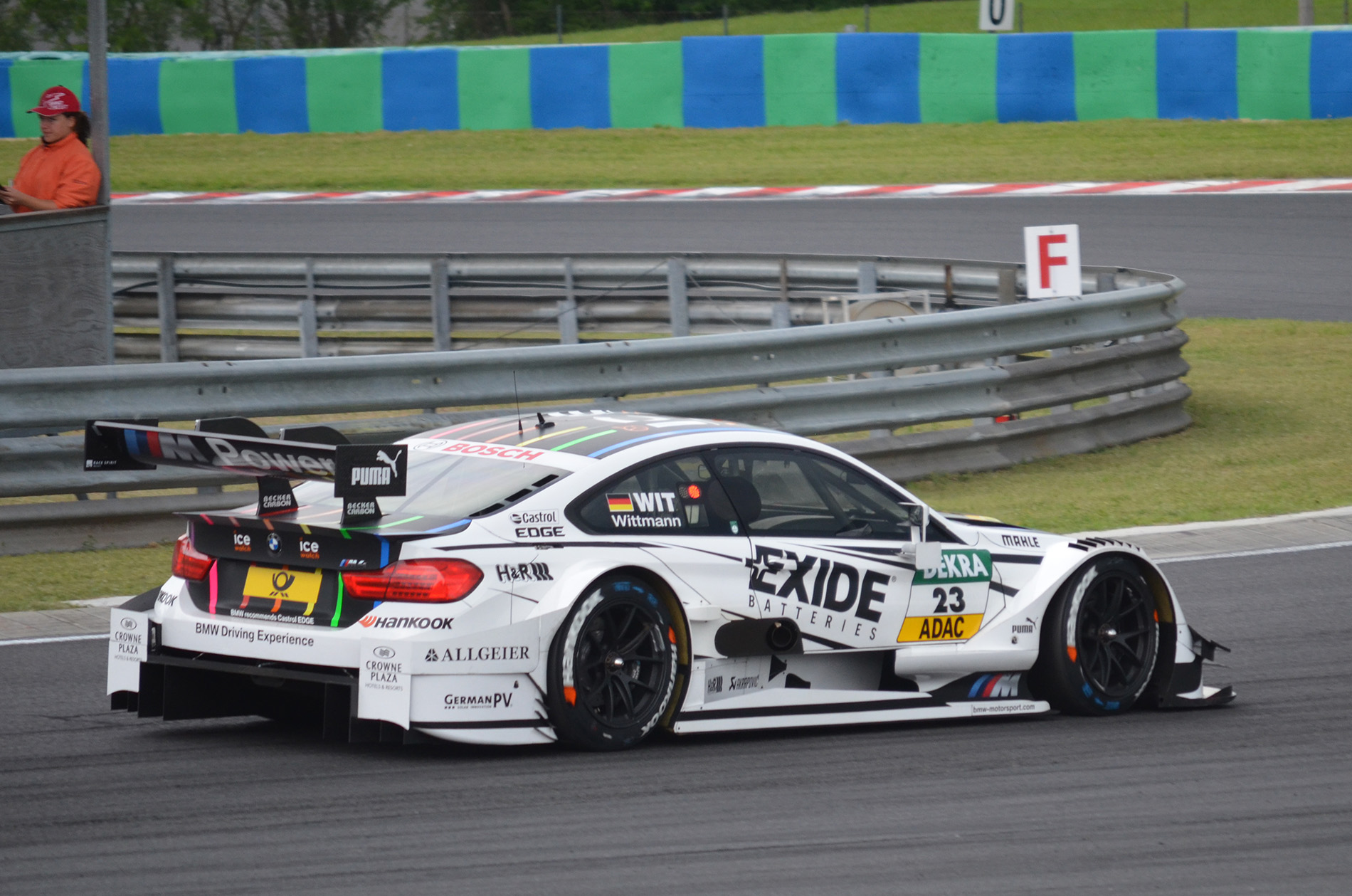
BMW M4 DTM mit Marco Wittmann 2014

Der BMW M4 DTM ist ein  Prototyp-Rennwagen des deutschen Automobilfabrikanten BMW, der zur ausschließlichen Verwendung in der DTM konstruiert wurde und dort seit 2014 antritt. Der M4 DTM löste den seit 2012 eingesetzten M3 DTM ab. 2022 ging BMW Reglement-bedingt mit dem M4 GT3 auf Basis des BMW G82 an den Start.

## Technik
Wie alle DTM-Rennwagen seit 2012 basiert der BMW M4 DTM auf einem standardisierten Monocoque aus kohlenstofffaserverstärktem Kunststoff (CFK) mit integriertem 120-Liter-Kraftstofftank und Überrollkäfig aus Stahl. Äußerlich gleichen die Wagen einem Serienfahrzeug des jeweiligen Herstellers, beim BMW M4 DTM war es der BMW F82.
Angetrieben wurde der Rennwagen von einem BMW P66 genannten V8-Saugmotor mit einem Zylinderbankwinkel von 90 Grad. Er war auch im M3 DTM eingesetzt worden. Der P66 hatte vier Liter Hubraum und Vierventiltechnik, leistete maximal rund 353 kW (480 PS) und lieferte ein maximales Drehmoment von etwa 500 Nm. Das BMW-Werk Landshut goss Motorblock und Zylinderkopf. Der M4 DTM konnte in etwa drei Sekunden von 0 auf 100 km/h beschleunigen. Das für alle DTM-Fahrzeuge einheitliche sequentielle Schaltgetriebe mit sechs Vorwärtsgängen lag mit dem Differential zusammen im Heck (Transaxle-Bauweise) an der angetriebenen Hinterachse. Alle Räder waren einzeln an Doppelquerlenkern aufgehängt. Auch die Bremsanlage mit Bremsscheiben aus kohlenstofffaserverstärkter Siliciumcarbid-Keramik ist bei allen DTM-Fahrzeugen gleich. Die Fahrer konnten die Bremskraftverteilung stufenlos verändern. Der Wagen war, genau wie die anderen Fahrzeuge der DTM seit der Saison 2013, mit einem Drag Reduction System (DRS) ausgerüstet.
Die DTM-Fahrzeuge durften ab der Saison 2014 aus Gründen der Kostenersparnis nicht mehr weiterentwickelt werden. Während der Saison 2015 wurde jedoch deutlich, dass der BMW M4 DTM hinter der Konkurrenz zurücklag. Daher durfte BMW zur Saison 2016 mit einem breiteren Heckflügel und weniger Gewicht starten, was vor allem nach dem Gewinn des Fahrertitels durch Marco Wittmann kritisiert wurde.
Etwa 2021 entwickelte BMW den P66-Motor für den BMW M Hybrid V8-Prototyp-Rennwagen zum P66/3 weiter.

### Saison 2017
Das Modell für die Saison 2017 war vor allem im Bereich der Aerodynamik grundlegend verändert. So hatte der Stoßfänger an der Fahrzeugfront eine völlig neue Form. Außerdem waren das Heck und der Heckflügel neu gestaltet. Vorher bestand der Heckflügel aus nur einem Profil und klappte beim Auslösen des DRS komplett nach unten. Der Flügel des neuen BMW M4 DTM setzte sich aus zwei Profilen zusammen, von denen das obere beim Betätigen des DRS nach oben klappte. Der Einstellbereich für das System lag 2017 bei bis zu 40 Grad. Zudem hatte der Wagen erstmals Entlüftungskanäle an den hinteren Radhäusern. Der überarbeitete Motor P66/1 leistete mehr als 368 kW (500 PS).

### Saison 2019: Vierzylinderturbomotor

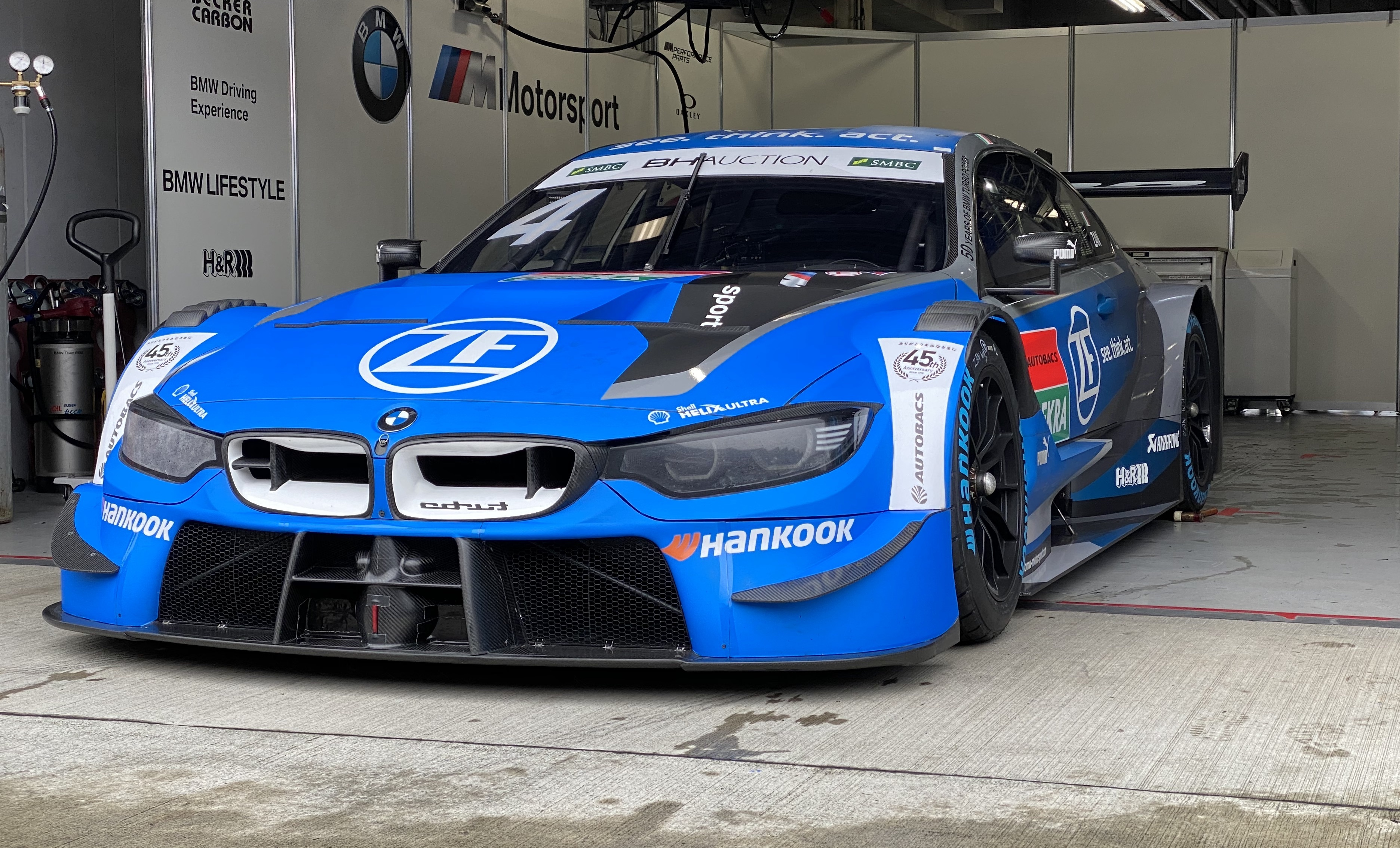
M4 DTM 2019 mit Änderungen an Kühler- und Motorhaubenöffnungen

Seit der Saison 2019 wird der Wagen von einem neu entwickelten Vierzylinderreihenmotor mit zwei Liter Hubraum, Turbolader und Benzindirekteinspritzung angetrieben. Durch die Aufladung erreicht der BMW P48 mit halb so vielen Zylindern wie der Vorgängermotor und halbem Hubraum eine um etwa 100 kW höhere Leistung von rund 456 kW (620 PS). Für die Ladeluftkühlung wurden die Einlässe in der Motorhaube deutlich vergrößert. Der Motor wiegt lediglich 85 kg und arbeitet mit Ladedrücken bis 2,5 bar, was 400 Liter Luft pro Sekunde entspricht. Dabei sind Drehzahlen bis 9500/min möglich. Motorblock und Zylinderkopf bestehen aus Aluminiumguss und werden im Sandgussverfahren hergestellt. Die Kurbelwelle und die Nockenwellen sind aus Stahl. Der reibungsoptimierte Motor kommt ohne kraftstoffgekühlte Teile aus und übertrifft den 8-Zylinder beim Wirkungsgrad um 10 Prozent, gegenüber dem ersten Turbomotor im BMW 02, dessen Ladedruck bis zu 1,76 bar betrug, sind es 50 Prozent.

## Teams und Fahrer

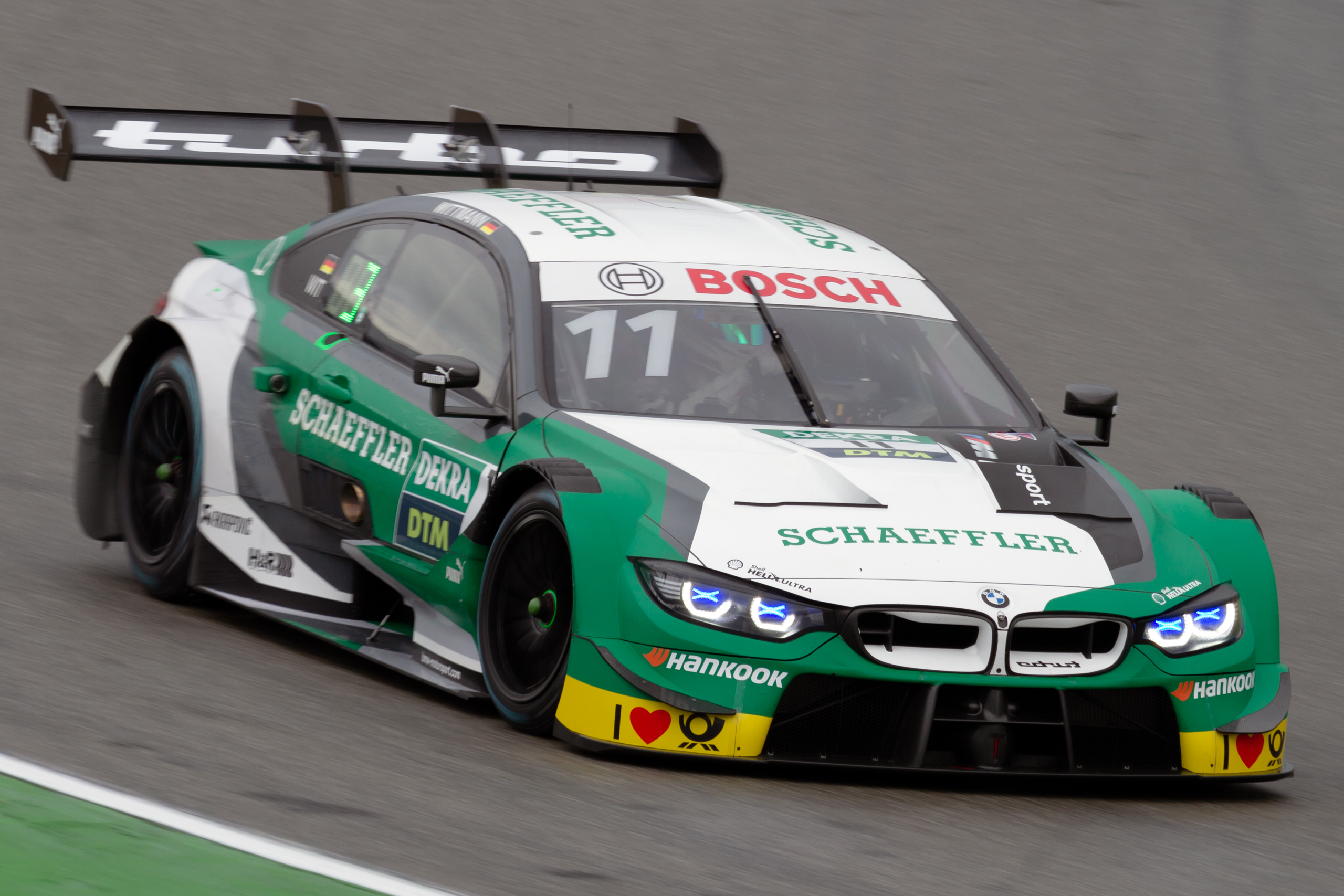
Marco Wittmann in der "Green Machine", Hockenheim 2019

In der DTM-Saison 2014 traten vier Teams mit dem M4 DTM an. Timo Glock und António Félix da Costa treten für das BMW-Team-MTEK an. Für das BMW-Team-RBM starteten Augusto Farfus und Joey Hand, für das  BMW-Team-Schnitzer Bruno Spengler und Martin Tomczyk und für das BMW-Team-RMG Marco Wittmann und Maxime Martin. Im ersten Jahr konnte BMW mit Marco Wittmann und dem Team RMG die Fahrer bzw. die Teammeisterschaft gewinnen.
2015 übernahm Tom Blomqvist das Cockpit von Joey Hand. Ebenso tauschten Spengler und Félix da Costa ihre Teams. BMW gelang es in diesem Jahr, die Herstellerwertung gewinnen.
2016 trat BMW mit den gleichen Fahrern an wie 2015. Farfus, Glock und Martin wechselten ihre Teams. Farfus ging von RBM zu MTEK, Glock von MTEK zu RMG und Martin von RMG zu RBM. Im dritten Jahr konnte Marco Wittmann seinen zweiten Fahrertitel einfahren.
2019 fuhren drei Teams mit zwei Fahrern für BMW, darunter waren Marco Wittmann, Bruno Spengler und Timo Glock.
2020 trennte sich das RMG-Team von BMW.